# Sømme Herred
Sømme Herred var et herred i Roskilde Amt. Det er beliggende i amtets nordlige ende, med kyst ud til Roskilde Fjord. Mod syd grænser det op til de 3 øvrige herreder i amtet. Herredet hørte i middelalderen under Sjællands Østersyssel.
I herredet ligger købstaden Roskilde og følgende sogne:
- Fløng Sogn
- Glim Sogn
- Gundsømagle Sogn
- Herslev Sogn
- Himmelev Sogn
- Hvedstrup Sogn
- Jyllinge Sogn
- Kirkerup Sogn
- Kornerup Sogn
- Roskilde Domsogn
- Roskilde Søndre Sogn (Ej vist på kort)
- Sankt Jørgensbjerg Sogn (Ej vist på kort)
- Svogerslev Sogn
- Vor Frue Sogn
- Ågerup Sogn